# Église méthodiste de Charlestown
L'église méthodiste de Charlestown est une église méthodiste située à Charlestown, à Saint-Christophe-et-Niévès. C'est l'une des plus grandes églises de Niévès.

## Historique
Une première église en bois a existé dès 1794 et qui a été remplacée par une autre en 1802. Dix ans après l'abolition de l'esclavage, la population noire de Niévès a entrepris de construire d'une autre église en pierre grâce à des fonds collectés localement et de la main-d’œuvre locale, sous supervision européenne. L'église devait être assez grande pour accueillir 1500 fidèles.
Les différentes églises successives ont été construites pour la population noire par les méthodistes croyaient que les esclaves africains, qui avaient été amenés dans les îles pour travailler dans les plantations de canne à sucre, devraient être éduqués à la religion méthodiste et à la langue anglaise.